# Dionoto

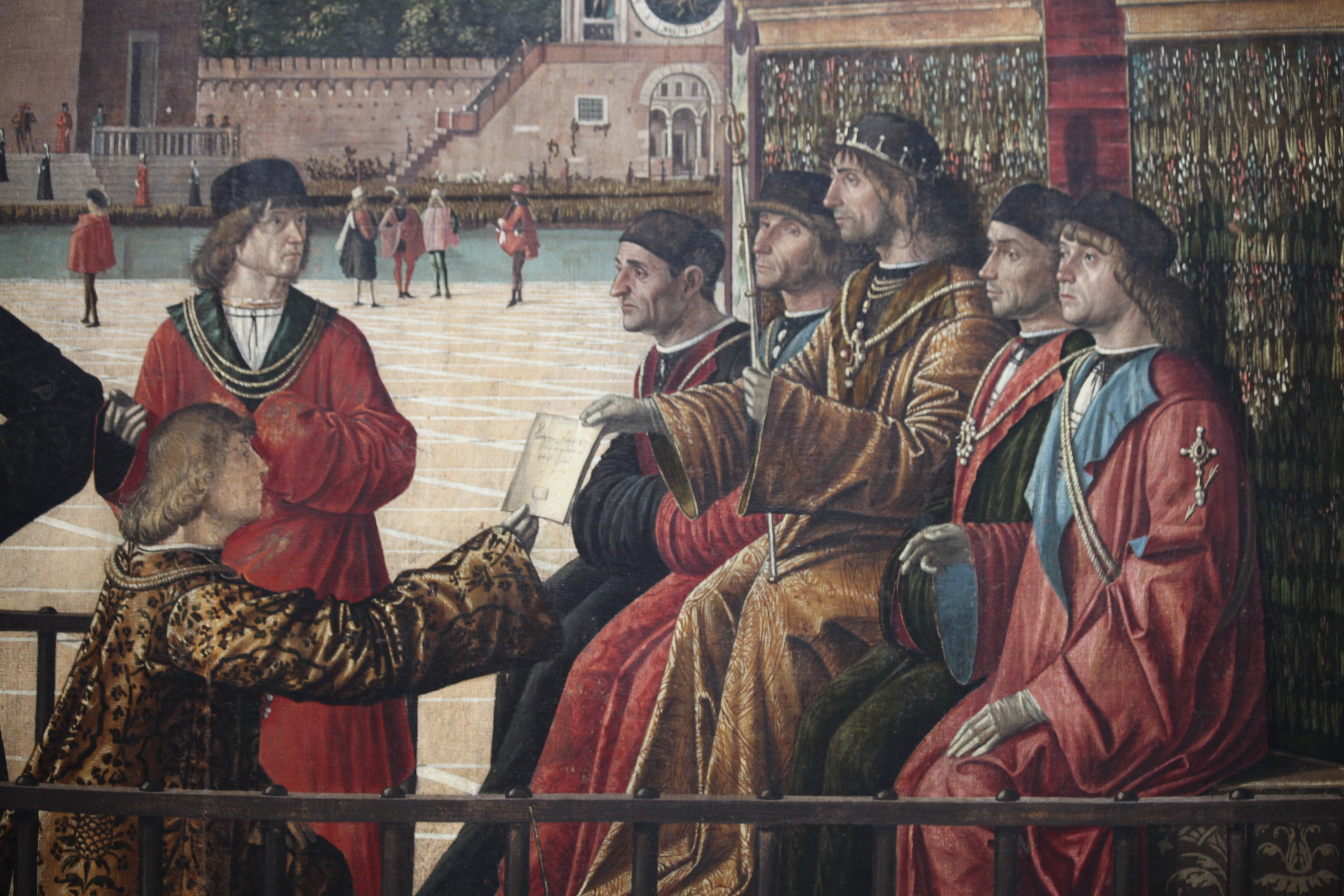
Dionoto quale appare nella parte centrale del telero Arrivo degli ambasciatori inglesi alla corte del re di Bretagna di Vittore Carpaccio

Dionoto (in latino Dionotus; in gallese Dynod; inglese Donat) è un personaggio che compare in vari testi medievali, tra cui l' Historia Regum Britanniae di Goffredo di Monmouth. Successe al fratello Caradoc come sovrano dei britanni e della Cornovaglia. 
Dionoto è citato anche come Donaut tra i sovrani di Dumnonia, benché qualcuno ritenga che egli non diventò mai re ma fu comunque un uomo di potere all'interno dell'amministrazione romana in Britannia.
La fondatezza storica di questo personaggio è dibattuta: c'è chi fa di lui un leggendario sovrano della Dumnonia, quando questa faceva parte della Britannia sotto il controllo dei Romani, al tempo delle campagne militari in Gallia dell'usurpatore Magno Massimo, sebbene siano stati avanzati diversi tentativi di identificazione. 
Goffredo potrebbe aver modellato la figura di Dionoto su quella storica dell'usurpatore Marco, la cui breve vicenda sembra rispecchiare quella di Dionoto.
Ritenuto padre di Sant'Orsola, nei testi agiografici relativi egli è chiamato Mauro o Noto, un nome, quest'ultimo, che forse era quello vero (con un equivoco causato dalla lettura errata del passaggio "Deo Notus" in una Passio). In alcuni di essi è presentato non come re di Dumnonia bensì di Bretagna.

## Biografia tra storia e leggenda
Nulla viene detto su Dionoto prima della sua salita al trono, che avvenne al tempo di Magno Massimo. Era fratello di Caradoc, re di Dumnonia e duca di Cornovaglia, e sembra che avesse ereditato la sua influenza sulla Civitas Dumnoniorum.  Viene menzionato per la prima volta quando il nipote Conan Meriadoc, che aveva conquistato la Bretagna, gli mandò una richiesta per avere donne da far sposare ai suoi soldati, dovendo popolare i territori. Dionoto accettò, facendo dunque in modo che 72.000 vergini fossero inviate in Gallia. Diede inoltre la figlia Orsola in matrimonio a Conan, che era dunque anche cugino della sposa. .
Alcune delle donne mandate da Dionoto a Conan morirono durante la traversata della Manica, uccise dagli Unni, i cui re poi invasero la Britannia, devastando molte zone. Magno Massimo allora inviò due legioni, comandate da Graciano Municeps, a respingere i nemici, che furono decimati: i sopravvissuti fuggirono in Irlanda. Ma Dionoto morì di lì a poco, dopo essere stato spodestato da Graciano, e nulla si sa circa il suo destino: il decesso comunque avvenne mentre Orsola era in pellegrinaggio a Roma con 11.000 delle vergini.  La principessa intraprese poi il viaggio di ritorno insieme alle compagne: giunte a Colonia trovarono la città conquistata dagli Unni, che le uccisero.

## Nell'arte
Dionoto appare in molte opere pittoriche incentrate sulla figlia, tra cui le Storie di sant'Orsola di Vittore Carpaccio: l'artista veneto segue la Legenda Aurea e una Passio della santa, testi secondo i quali Dionoto regnava in Bretagna.